# Semidalis xerophila
Semidalis xerophila är en insektsart som beskrevs av Meinander 1990. Semidalis xerophila ingår i släktet Semidalis och familjen vaxsländor. Inga underarter finns listade i Catalogue of Life.